# Nogay Ndiaye i Mir
Nogay Ndiaye i Mir   (Lleida, 1990) és una activista afrofeminista i docent catalana, coneguda per la seva lluita en la defensa dels drets laborals dels temporers i activista contra la segregació escolar. És diputada al Parlament de Catalunya des de 2022, en substitució de Dani Cornellà Detrell.

## Trajectòria
És professora de secundària i activista antiracista. És filla de mare catalana i pare senegalès. Graduada en Filologia Anglesa, inicià el seu activisme pels drets humans l'any 2010 amb la campanya «Papers i drets per a totes» a favor de la regularització de les persones migrants mitjançant l'arrelament. L'any següent participà en l'organització de la plataforma «Fruita amb justícia social» per a la defensa dels drets de les persones treballadores de la campanya de la fruita a Ponent.
A més, és integrant de diverses entitats culturals i per als drets de les persones migrants com Ndiatiguia (fundada el 2013 de la qual és membre i secretària des de la seva fundació), l'Assemblea de Senegalesos de Lleida o el Fòrum Ciutadà per la Cohesió Social, entre d'altres.
Fou escollida com a número 2 de la Candidatura d'Unitat Popular - Un nou cicle per guanyar de Lleida per a les eleccions al Parlament de Catalunya del 14 de febrer de 2021 amb Pau Juvillà com a cap de llista.